# Mafia: Terra Madre
Mafia: Terra Madre (Mafia: The Old Country) è un videogioco d'azione sparatutto in terza persona, sviluppato da Hangar 13 con la partecipazione di Stormind Games e pubblicato da 2K Games.
Quarto capitolo della serie Mafia, il gioco funge da prequel della trilogia. Ambientato nella Sicilia d’inizio Novecento, il titolo ha per protagonista Enzo Favara e si svolge nella città immaginaria di San Celeste, comparsa originariamente in Mafia II.
Il gioco, annunciato tramite un trailer di presentazione alla Gamescom 2024 in Germania per PlayStation 5, Xbox Series X/S e Windows, è stato pubblicato in tutto il mondo l'8 agosto 2025.

## Trama
Nel 1904, Enzo Favara e il suo amico Gaetano sono carusi impiegati nella miniera di zolfo di proprietà di Don Ruggero Spadaro, sotto la supervisione del suo violento sottocapo Damiano Il Merlo Bastoni e di suo fratello Corrado L’Ombra Bastoni. Enzo e Gaetano pianificano di fuggire dalla miniera in cerca di un futuro migliore, ma il loro progetto fallisce quando una fuga di gas provoca il crollo di parte della galleria, causando la morte di Gaetano. In cerca di vendetta, Enzo aggredisce Il Merlo, dando inizio a un inseguimento. Braccato in una stalla da Il Merlo e L’Ombra, viene salvato da Don Bernardo Torrisi, un boss rivale di Spadaro, che si infuria con i due criminali rivali per essere entrati nel suo territorio. Dopo essere stati minacciati da Torrisi per aver potenzialmente infranto la tregua tra le famiglie Spadaro e Torrisi, Il Merlo e L’Ombra si ritirano. Enzo viene presentato alla famiglia Torrisi e inizia a lavorare per loro, stringendo amicizia con il sottocapo Gianluca Luca Trapani, con il nipote del Don, Cesare Massaro, e con la figlia Isabella, di cui si innamora.
Enzo assiste Torrisi nelle sue attività, conoscendo il consigliere Agostino Tino Russo. Fa inoltre la conoscenza di Don Niccolò Galante, amico della famiglia, e di suo nipote Leone Leo, giovane rampollo destinato a un futuro di spicco. Quando Gennaro Fontanella, il figlio del mecenate di Torrisi, il barone Raffaele Vittorio, e Isabella vengono rapiti dai briganti, Enzo riesce a salvarli. Scoperto che l’attacco era stato organizzato da un ex-socio di Fontanella, Girolamo Ludovici, Enzo lo uccide su ordine di Torrisi. Ammirato per il coraggio e la lealtà dimostrati, il Don lo accoglie ufficialmente nella famiglia facendogli pronunciare il giuramento da soldato. Poco dopo, Enzo e Isabella iniziano una relazione segreta.
Nel 1906, Don Niccolò Galante collabora con i Torrisi per esportare in America le loro attività di contraffazione. L’operazione ha successo, ma Tino rivela a Enzo che all’interno della famiglia c’è un traditore, costringendoli a interrompere il traffico. In seguito a un’irruzione guidata dal maggiore Ettore D’Amico, comandante del locale distaccamento del Reale Corpo di Polizia, si scopre che il traditore è L’Ombra, che ha collaborato con le forze dell’ordine. Dopo aver difeso l’operazione di contraffazione, Enzo e Cesare uccidono L’Ombra. Torrisi e Galante affrontano quindi Don Spadaro e Il Merlo per la violazione dell’omertà.
Con l’aumentare delle tensioni tra le famiglie Torrisi e Spadaro, Enzo viene inviato a indagare su uno sciopero in una fabbrica di Fontanella, apparentemente guidato da Vincenzo Lorenzetti, ex-affiliato dei Torrisi. Trovato Lorenzetti in fin di vita nel suo ufficio, Enzo cade in un’imboscata orchestrata da Il Merlo, riuscendo a stento a fuggire. Tino sospetta che lo sciopero fosse solo un pretesto e inizia a diffidare di Enzo. In seguito, durante il battesimo del figlio di Luca, nel giorno del santo patrono, la famiglia subisce un attacco da parte de Il Merlo presso la chiesa di San Celeste; Enzo e Luca lo inseguono e lo uccidono per vendetta.
Sconvolta dagli eventi, Isabella confessa di voler abbandonare la famiglia e trasferirsi in America con Enzo, il quale è diviso tra l’amore per lei e la fedeltà a Torrisi. Nel frattempo, Galante e Fontanella spingono Torrisi a negoziare una pace con Spadaro. Durante le trattative, Fontanella rivela l’intenzione di vendere i suoi beni, incluso il vigneto dei Torrisi, a Spadaro. Torrisi rifiuta e la riunione si trasforma in un’imboscata degli uomini di Spadaro, in cui perdono la vita Don Galante e Luca. Accecato dall’ira, Torrisi invia Enzo presso il Teatro dell’opera di Sicilia, a Palermo, per assassinare sia Fontanella che Spadaro. La missione ha successo, permettendo ai Torrisi di impossessarsi dei beni degli Spadaro, compresa la miniera, che Torrisi assegna a Enzo come ricompensa.
Disilluso dalla vita criminale, Enzo decide di fuggire con Isabella, ormai incinta. Tuttavia, Tino scopre i loro piani e conduce Enzo davanti a Torrisi, il quale considera la gravidanza un affronto al giuramento. L’eruzione dell’Etna costringe Torrisi a fuggire. Enzo affronta Cesare in un duello con il coltello, lo sconfigge ma gli risparmia la vita. Braccato dagli uomini di Torrisi e dall’eruzione, Enzo si scontra con il Don e lo ferisce mortalmente. Prima di morire, Torrisi lo ammonisce sul fatto che non potrà mai cambiare la sua natura. Un Cesare pentito mette fine alle sofferenze di Enzo. Nel frattempo, Isabella riesce a liberarsi, uccidendo Tino mentre l’eruzione divora il vigneto. Raggiunta da Cesare, apprende della morte di Enzo e, realizzando che tutto è perduto, accetta l'offerta del cugino di fuggire per rifarsi una vita. Successivamente, Isabella si imbarca per Empire Bay, dove legge in lacrime l'ultima lettera lasciatale da Enzo.

### Ambientazione
Per la ricostruzione degli ambienti, gli sviluppatori hanno visitato e fotografato Taormina, includendo anche immagini storiche del duomo scattate da Wilhelm von Gloeden, Castiglione di Sicilia e i suoi vigneti, l'Etna, la costa Acese e altre zone.
- San Celeste è la città immaginaria in cui è principalmente ambientato Mafia: Terra Madre, ispirata alla Sicilia orientale dei primi anni del Novecento, periodo in cui la mafia di Cosa Nostra consolidava il proprio potere nelle campagne e nei centri urbani. Gli autori hanno attinto a contesti reali, integrando riferimenti storici, paesaggistici e culturali tratti da diverse località siciliane. Nella città, inoltre, si possono notare richiami a piccoli centri interni come Gagliano Castelferrato, noto per il Palio dell’Alloro, riproposto in una versione locale. Un ulteriore omaggio alla cultura siciliana è rappresentato dalla celebre corsa automobilistica Targa Florio, che nel gioco viene rievocata con il nome fittizio di Targa Siragusa.
- Collezolfo è il villaggio minerario, chiaro richiamo a Caltanissetta, all’epoca centro principale dell’industria estrattiva dello zolfo. Il protagonista inizia la propria storia come minatore in una delle numerose solfare, e durante il gioco vengono citati i carusi, bambini sfruttati nelle miniere, simbolo della condizione sociale di quell’epoca. Il fiume che attraversa l'area vicina richiama per posizione e caratteristiche il Fiume Salso. In un tratto, il fiume passa sotto un ponte architettonicamente molto simile al Ponte Capodarso, che nella realtà sovrasta proprio il fiume. In lontananza si scorge un vulcano, chiaro omaggio all’Etna.[7]
- Porto Almaro è l’area portuale della mappa che appare come un perfetto connubio tra gli scenari di Cefalù e Marzamemi, unendo elementi architettonici e paesaggistici tipici di entrambe le località. Alcune ambientazioni della zona richiamano inoltre le saline di Marsala e le tonnare di Scopello e Favignana, con un'attenzione particolare ai dettagli dalle tecniche tradizionali di pesca del tonno, alle strutture di lavorazione e ai canti dei lavoratori. È presente anche una vedetta ispirata alla Torre di Monterosso di Realmonte, che offre una vista panoramica sull'area portuale da un lato e sulle saline dall'altra.
- Valle Dorata è il riferimento ad Agrigento e alla Valle dei Templi. In particolare, è visibile un telamone eretto, un evidente easter egg che richiama il vero telamone rialzato nel 2024 in occasione di Agrigento Capitale Italiana della Cultura 2025. Anche l’architettura templare è riprodotta con fedeltà: ad esempio, il tempio di Afrodite richiama esplicitamente il reale Tempio della Concordia, uno dei simboli più noti del sito archeologico. Sulla costa a sud della Valle, è visibile una formazione rocciosa che richiama chiaramente la forma della Scala dei Turchi.
- Lago Efeso, sembrerebbe ispirato principalmente al reale Lago di Pergusa, situato nel territorio ennese. Il Lago, unico naturale della Sicilia, è storicamente legato alla mitologia greca e ai culti di Persefone e Demetra. Tale connessione simbolica potrebbe aver influenzato gli sviluppatori nella scelta di ambientare in una delle sue rive un tempio in rovina dedicato a Nettuno.
- Monte dei Quattro Venti è un rilievo caratterizzato da suggestive rocce dal colore giallastro. Per aspetto geologico e posizione geografica, il monte sembra ispirarsi chiaramente al reale Monte Sabucina, noto per la presenza di blocchi di pietra gialla, utilizzata fin dall’antichità per costruzioni e opere monumentali.
- Palermo è l'ambientazione di un intero capitolo del gioco. La città, tuttavia, non è esplorabile liberamente; il giocatore potrà svolgere una missione ambientata all'interno del Teatro Massimo Vittorio Emanuele e nelle Catacombe dei Cappuccini.

## Modalità di gioco

### Esplorazione
In fase di sviluppo, gli autori avevano indicato che Mafia: Terra Madre non avrebbe adottato una struttura open world. Al momento del lancio, il titolo presenta invece una mappa interamente esplorabile, pur con alcune limitazioni. L'interazione con i personaggi non giocanti è minima e non è possibile compiere azioni come attaccare i civili o generare eventi dinamici. L’esplorazione assume un ruolo prevalentemente simbolico, concepita come una sorta di cartolina interattiva per omaggiare la Sicilia e consentire al giocatore di muoversi liberamente tra scenari ispirati a luoghi reali dell’isola.

## Colonna sonora
La colonna sonora s'intitola Mafia: The Old Country (Original Game Soundtrack). È stata composta da Bryan Wayne Transeau, meglio conosciuto come BT, ed è stata eseguita dall'Orchestra sinfonica nazionale ceca.
1. The Carusu (U carusu) – 3:46
2. The Old Country (Terra Madre) – 2:41
3. The Don's Daughter (La Figlia del Don) – 3:41
4. To Live as I Choose (Vivere come scelgo) – 3:52
5. I'll Find a Way (Troverò un modo) – 5:06
6. The Garden (Il Giardino) – 3:11
7. Soldato (Il Soldato) – 1:38
8. The Valle Dorata (La Valle Dorata) – 4:26
9. A Cause for War (Una causa per la Guerra) – 3:13
10. Vendettas Must End (Le Vendette devono cessare) – 5:04
11. Treachery and Violence (Tradimento e violenze) – 3:30
12. The Mountain (La Montagna) – 3:05

## Sviluppo
Con il quarto capitolo della serie Mafia, intitolato Mafia: Terra Madre, Hangar 13 ha dichiarato di voler tornare «alle radici di ciò che i fan amano del franchise», secondo quanto affermato dal presidente dello studio Nick Baynes. Tale impostazione si traduce in una narrazione lineare e approfondita, con un’ambientazione più vicina a quella del primo capitolo della saga.
Mafia: Terra Madre include un doppiaggio completo in inglese, francese, tedesco, spagnolo, ceco e russo, ma non prevede una traccia in italiano, sostituita da un doppiaggio in siciliano. Secondo quanto dichiarato da Hangar 13, «l’autenticità è al cuore del franchise di Mafia».
Particolare attenzione è stata riservata alla riproduzione delle armi bianche e dei coltelli, con visite a botteghe artigiane di Catania per studiarne forme e dettagli, poi riprodotti fedelmente nel gioco, grazie alla partecipazione allo sviluppo di Stormind Games: l'azienda siciliana ha affiancato Hangar 13 nella riproduzione e nella creazione delle ambientazioni assicurandosi che ogni riferimento culturale e narrativo fosse il più accurato possibile, fornendo location scouting e supporto allo sviluppo dei modelli in gioco.
Il 18 agosto 2025, Hangar 13 ha confermato che, nei prossimi mesi, Mafia: Terra Madre riceverà un aggiornamento gratuito che introdurrà la tanto attesa modalità "Free Ride".

### Doppiaggio
Un elemento distintivo di Mafia: Terra Madre è la localizzazione vocale interamente in lingua siciliana. Per i personaggi principali è stato utilizzato il dialetto palermitano, mentre altri personaggi secondari parlano con accenti provenienti da diverse aree dell’isola, come il catanese, il nisseno e l’agrigentino, a testimonianza della varietà linguistica del territorio. 
I sottotitoli sono disponibili in italiano, inglese e altre lingue, mentre le voci restano recitate in siciliano da attori locali e madrelingua. La direzione del doppiaggio è stata curata da Dario Sansalone e Stefano Scamardella. Tra i doppiatori figurano anche la coppia di YouTuber PlayerInside, come ospiti speciali non professionisti per il doppiaggio in siciliano, scelti da Stormind Games.
Di seguito, una panoramica dei doppiatori conosciuti in lingua siciliana e nella variante statunitense della lingua inglese:
| Personaggio                                      | Doppiatore                 | Doppiatore                  |
| Personaggio                                      | Lingua siciliana           | Lingua inglese statunitense |
| ------------------------------------------------ | -------------------------- | --------------------------- |
| Enzo Favara                                      | Alessio Celsa              | Riccardo Frascari           |
| Cesare Massaro                                   | Daniele De Lisi            | Christian Antidormi         |
| Don Bernardo Torrisi                             | Davide Marzi               | Johnny Santiago             |
| Isabella Torrisi                                 | Caterina Fontana           | Carina Conti                |
| Gianluca Luca Trapani                            | Ivano Calafato             | Alberto Frezza              |
| Leone Leo Galante                                | Giuseppe Lino              | Mark Whitten                |
| Don Ruggero Spadaro                              | Alessandro Messina         | Lane Townsend               |
| Don Niccolò Galante                              | Nicola Braile              | Tony Amendola               |
| Agostino Tino Russo                              | Gaetano Lizzio             | Anthony Skordi              |
| Damiano Il Merlo Bastoni Corrado L’Ombra Bastoni | Dario Battaglia            | Raphael Corkhill            |
| Barone Raffaele Vittorio Fontanella              | Antonino Saccone           | Carlo Rota                  |
| Valentina Trapani                                | ?                          | Monique Hafen Adams         |
| Barone Gennaro Fontanella                        | ?                          | Davi Santos                 |
| Gaetano                                          | ?                          | Giancarlo Sabogal           |
| Padre Ciccone                                    | ?                          | Gabriel Burrafato           |
| Padre Saverio Clemente                           | ?                          | Piotr Michael               |
| Pasquale D’Amato                                 | ?                          | Brian Stivale               |
| Carlo                                            | ?                          | Brian Stivale               |
| Carmelo                                          | ?                          | Michael Yurchak             |
| Maggiore Ettore D’Amico                          | ?                          | Aaron Wilton                |
| Clarissa                                         | ?                          | Lyndsy Kail                 |
| Tommy                                            | ?                          | Romàrio Lawson              |
| Paolo Messina                                    | ?                          | Mateo D’Amato               |
| Girolamo Ludovici                                | ?                          | Michael Mazzeo              |
| Signor Affini                                    | Gianluca Raiden Verri      | ?                           |
| Angelica (lavandaia)                             | Maria Elisa Midna Calvagna | ?                           |

## Accoglienza
| Testata                         | Versione      | Giudizio |
| ------------------------------- | ------------- | -------- |
| Metacritic (media al 16-8-2025) | Xbox Series   | 75/100   |
| Metacritic (media al 16-8-2025) | PlayStation 5 | 72/100   |
| Metacritic (media al 16-8-2025) | PC            | 74/100   |
| OpenCritic (media al 16-8-2025) | collettivo    | 75/100   |
| Console-Tribe                   | Xbox Series   | 70/100   |
| GameSource                      | PlayStation 5 | 8.5/10   |
| MondoXbox                       | Xbox Series   | 8.5/10   |
| SpazioGames                     | PC            | 8/10     |
| The Games Machine               | PC            | 8/10     |

Mafia: Terra Madre ha ricevuto recensioni «generalmente favorevoli» da parte della critica, secondo l'aggregatore di recensioni Metacritic. OpenCritic ha rilevato che il 64% dei critici ha raccomandato il gioco.
GameSpot ha criticato le «meccaniche poco profonde e il design datato», ma ha elogiato il cast di personaggi e la «splendida rappresentazione della Sicilia degli inizi del Novecento».

### Vendite
Secondo le stime basate sui dati raccolti da Gamalytic e PlayTracker, la versione per Steam di Mafia: Terra Madre ha venduto circa 186 000 copie nei primi giorni dal lancio.
Prima della pubblicazione ufficiale, il gioco aveva inoltre superato i 2,5 milioni di wishlist sulla piattaforma, a testimonianza dell'elevata attesa da parte del pubblico.